# 斯特格-霍滕
斯特格-霍滕是瑞士的城鎮，位於該國南部，由瓦萊州負責管轄，面積14.16平方公里，四成土地是森林，海拔高度660米，2011年人口1,579，人口密度每平方公里112人。

## 外部連結
- Official website of the former municipality of Steg VS （页面存档备份，存于）